# Província de Shinano
Shinano (信濃国, Shinano no kuni) foi uma antiga província do Japão equivalente à atual prefeitura de Nagano. Sua abreviação é Shinshū (信州).

Mapa das províncias japonesas (1868) com a província de Shinano em destaque

Shinano fazia fronteira com as províncias de Echigo, Etchū, Hida, Kai, Kōzuke, Mikawa, Mino, Musashi, Suruga e Tōtōmi. A antiga capital se situava próxima à atual Matsumoto, que se tornou uma importante cidade da província. 
Na Segunda Guerra Mundial, o porta-aviões japonês  Shinano recebeu seu nome a partir da antiga província.

## Recorte histórico
Em 713, a estrada que cortava as províncias de Shinano e Mino foi alargada para acomodar um maior número de viajantes através do Distrito de Kiso da contemporânea prefeitura de Nagano.
No Período Sengoku, a província de Shinano foi frequentemente dividida em  vários feudos e castelos, incluindo Komoro, Ina e Ueda. Shinano foi um dos maiores centros de poder de Takeda Shingen durante suas guerras contra Uesugi Kenshin e outros.
Em 1871, durante o Período Meiji,  com a abolição do sistema han e o estabelecimento de prefeituras (Haihan Chiken) após a Restauração Meiji, a província de Shinano foi administrativamente separada em 1871 entre as prefeituras de Nagano e Chikuma. As duas unidades territoriais foram reunidas em 1876, tornando-se a moderna prefeitura de Nagano, que permanece substancialmente inalterada desde esse tempo.

## Governo
Shugo
- Hōjō Shigetoki -- 1224  [2]

Shinano Gonmori
- Koga Tomomichi -- 1358

## Distritos antigos
A província de Shinano continha os seguintes distritos:
- Distrito de Azumi (安曇郡): tornou-se os distritos de Kitaazumi e (agora dissolvido) Minamiazumi
- Distrito de Chiisagata (小県郡)
- Distrito de Chikuma (筑摩郡): tornou-se os distritos de Higashichikuma e Nishichikuma (atualmente Kiso)
- Distrito de Hanishina (埴科郡)
- Distrito de Ina (伊那郡): tornou-se os distritos de Kamiina e Shimoina
- Distrito de Minochi (水内郡): tornou-se os distritos de Kamiminochi e Shimominochi
- Distrito de Saku (佐久郡): tornou-se os distritos de Kitasaku e Minamisaku
- Distrito de Sarashina (更級郡)
- Distrito de Suwa (諏訪郡)
- Distrito de Takai (高井郡): tornou-se os distritos de Kamitakai and Shimotakai